# 국제 아프리카 협회

국제 아프리카 협회와 콩고 독립국, 벨기에령 콩고의 기

국제 아프리카 협회(프랑스어: Association Internationale Africaine)는 벨기에 국왕 레오폴 2세에 의해 만들어진 단체로, 원래는 인도주의적 단체였다.

## 역사
이 단체는 1876년 브뤼셀 지리학 회담에 의해 만들어졌다. 레오폴 2세는 이 단체에 수많은 저명한 지리학 전문가들과 자선가를 초청했고 그들은 수많은 유럽 국가에서 몰려왔다. 이 단체는 원래 과학적, 인도주의적 단체로서 콩고의 미개척지를 탐사하고 원주민들을 문명화시키는 것이 최초의 목적이었지만 레오폴 2세에 의해 국가의 경제적 관심이 순식간에 이 단체가 추구하고자 했던 자선적 목적을 덮어버리게 되었다.
1879년부터 1884년까지 레오폴 2세는 유명 탐험가 헨리 스탠리를 고용해 콩고 지역을 탐사하게 했다. 1884년 베를린 회의에서 많은 유럽 국가들은 레오폴 2세의 식민지 설립을 허용했고 1885년 콩고 독립국이 성립되었다.

## 같이 보기
- 레오폴 2세
- 콩고 독립국

## 참고 문헌
- Ascherson, Neal: The King Incorporated, Allen & Unwin, 1963. ISBN 1-86207-290-6(1999 Granta edition).
- Petringa, Maria: Brazza, A Life for Africa, 2006. ISBN 978-1-4259-1198-0
- Wm. Roger Louis and Jean Stengers: E.D. Morel's History of the Congo Reform Movement, Clarendon Press Oxford, 1968.